# Gaya calyptrata
Gaya calyptrata är en malvaväxtart som först beskrevs av Antonio José Cavanilles, och fick sitt nu gällande namn av H.B. och K.. Gaya calyptrata ingår i släktet Gaya och familjen malvaväxter. Inga underarter finns listade i Catalogue of Life.